# La Couleuvrine
La Couleuvrine est un roman pour la jeunesse de Michel Tournier paru en 1994 chez Gallimard, dans la collection Lectures Junior. L'histoire se passe durant la guerre de Cent Ans.